# Педемонте
Педемонте (итал. Pedemonte) — коммуна в Италии, располагается в провинции Виченца области Венеция.
Население составляет 829 человек (2008 г.), плотность населения составляет 69 чел./км². Занимает площадь 12 км². Почтовый индекс — 36040. Телефонный код — 0445.
Покровителями коммуны почитаются святой Вит, а также святые Модест и Крискентия, празднование 15 июня.

## Демография
Динамика населения:

## Администрация коммуны
- Официальный сайт: http://www.comune.pedemonte.vi.it/